# Folgensbourg
Folgensbourg (deutsch Volkensberg, elsässisch Folgeschburg) ist eine französische Gemeinde mit 902 Einwohnern (Stand 1. Januar 2022) im Département Haut-Rhin in der Region Grand Est (bis 2015 Elsass). Die Gemeinde im Sundgau liegt 15 Kilometer westlich von Basel und 22 Kilometer südöstlich von Altkirch.

## Geologie
Folgensburg liegt im lössbedeckten Sundgauer Hügelland am Ostrand des Verbreitungsgebietes der Sundgauschotter. Diese sind die Hinterlassenschaft einer plio-/pleistozänen Ur-Aare, die lange Zeit ihren Weg über den Sundgau zum Doubs und weiter zur Saône, Rhône und dem Mittelmeer fand. Als diese Ur-Aare im Gelasium in den Oberrheingraben abgelenkt wurde, wurde der Sundgau zur Nordsee-Mittelmeer-Wasserscheide. Die nun durch den Oberrhein bestimmte Erosion entfernte die Sundgauschotter östlich Folgensburg.

## Geschichte
Das Dorf wurde Ende des 12. Jahrhunderts erstmals als Volkholdesberg erwähnt (1371 Volkholzberg). Bis 1324 gehörte es zur Grafschaft Pfirt und kam dann durch die Heirat der Johanna von Pfirt mit Albrecht II. von Österreich an die Habsburger. Im Westfälischen Frieden 1648 ging es mit dem gesamten habsburgischen Besitz im Elsass an die französische Krone. Von 1871 bis 1919 gehörte es zum Reichsland Elsaß-Lothringen als Teil des Deutschen Kaiserreiches und kam nach dem Ersten Weltkrieg wieder an Frankreich.
Im Bereich des oberen Altenbachtales lag der zu Beginn des 16. Jahrhunderts abgegangene Ort Münchendorf mit einem ebenfalls verschwundenen, schon 1567 als Ruine bezeichneten Schloss. Flurnamen wie Münchendorfer Feld, Münchendorfer Bach u. a. erinnern noch heute an den Ort. Die Geschichte des Dorfes ist eng verbunden mit der des Zisterzienser-Priorats Sankt Apollinaris (Saint-Apollinaire). Das barocke Prioratsgebäude am östlichen Ortseingang gehört zur Gemeinde Michelbach-le-Haut.
Im 19. Jahrhundert spielte die Töpferei eine wichtige Rolle im Dorf. 1861 gab es hier fünf Töpfer(Hafner-)Werkstätten und drei Ziegeleien.

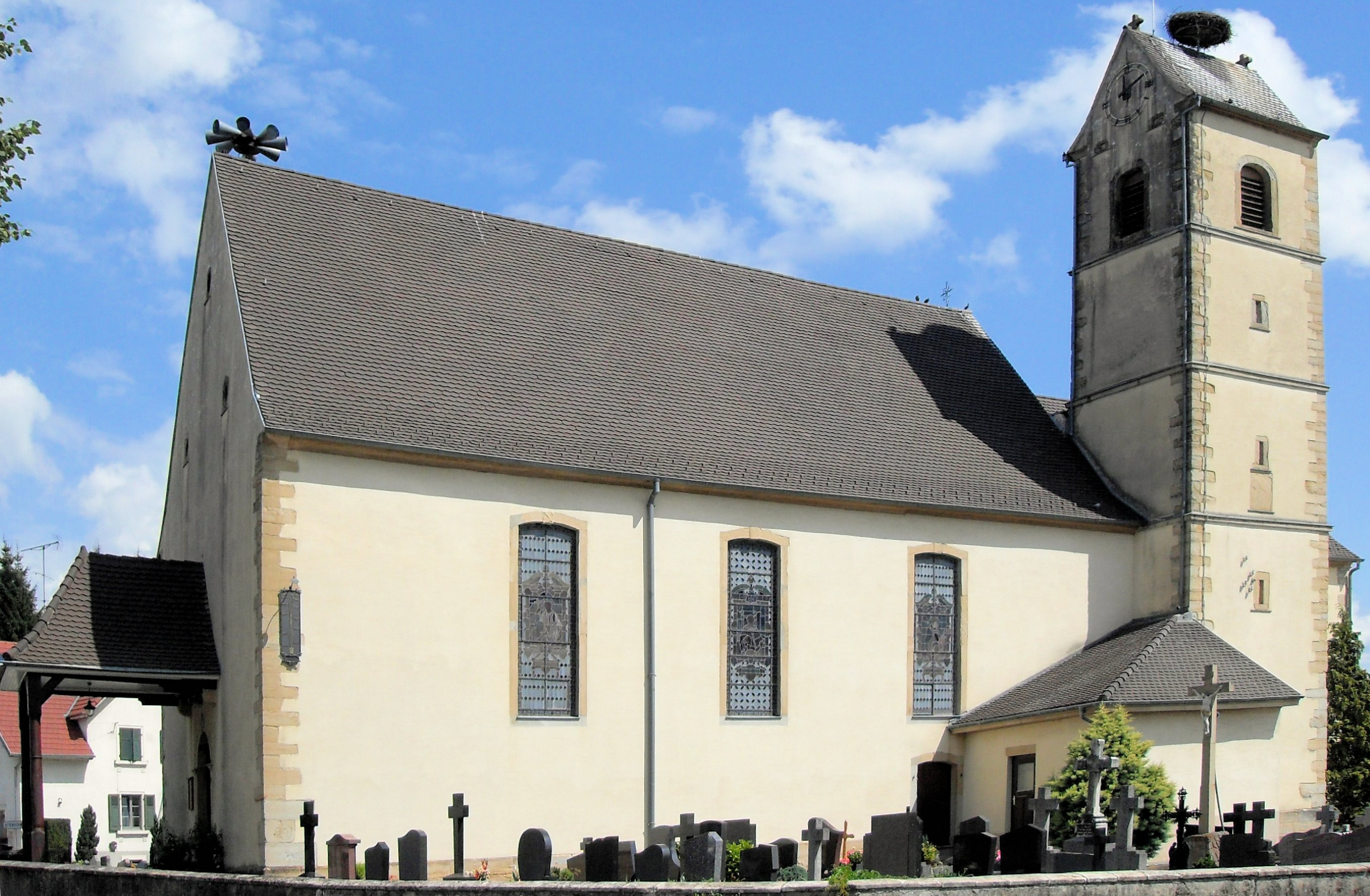
Kirche St. Gallus

Von 1915 an besaß die Gemeinde einen gemeinsamen Bahnhof mit Obermüspach an der Bahnstrecke Waldighofen–Sankt Ludwig. Dieser umfasste zwei Ausweichgleise und ein Ladegleis. Der Personenverkehr wurde 1955 eingestellt und die Strecke 1960 stillgelegt.

## Bevölkerungsentwicklung
| Jahr      | 1962 | 1968 | 1975 | 1982 | 1990 | 1999 | 2007 | 2017 |
| --------- | ---- | ---- | ---- | ---- | ---- | ---- | ---- | ---- |
| Einwohner | 524  | 532  | 600  | 590  | 581  | 633  | 749  | 918  |

## Bauwerke
Die Pfarrkirche Sankt-Gallus, erbaut 1775-79., besitzt eine beachtenswerte spätbarocke, vom Priorat Sankt Apollinaris übernommene Innenausstattung (Altäre, Kanzel). Die Heilige Magdalena auf dem linken Seitenaltar stammt von Jacob Carl Stauder.
Schule: Schlichter spätklassizistischer Bau von 1859. Die Gebäudemitte mit zwei Eingängen über einer doppelläufigen Treppe hervorgehoben durch einen Dreiecksgiebel, ein profiliertes Gesims und ein Inschriftenfeld (Maison Commune....)
Gut erhaltene Fachwerkbauten des 18. und 19. Jahrhunderts in Rähmbauweise. Das Haus Nr. 20 an der Rue de Ferette noch in der altertümlichen Ständerbauweise, so auch das später veränderte Haus Rue de Delle Nr. 48 mit einer traufwandhohen Wandständern und einer Langstrebe. - Haus Nr. 25 an der Rue de Delle: Eine Besonderheit ist die teilweise über der Stube liegende, durch ein hochgeschlepptes Dach bedeckte Laube, das auch noch die schon vor dem Dreißigjährigen Krieg gebräuchlichen dreiteiligen Stubenfenster besitzt.